# Bowai
Die Bowai (Bowei) ist eine Stab-Keule aus Polynesien.

## Beschreibung
Die Bowai besteht aus Hartholz. Sie hat auf der gesamten Länge etwa den gleichen Umfang. Am Schlagkopfende wird sie geringfügig dicker. Das Schlagkopfende ist abgerundet gestaltet. Das untere Ende der Keule ist mit einem dreiteiligen zickzackförmigen Wellenmuster geschnitzt, um gute Griffigkeit zu gewährleisten. Das einfache Erscheinungsbild der Keule täuscht. Sie ist hinsichtlich Balance und Schlagwirkung mathematisch genau gestaltet. Das Verhältnis zwischen Gewicht und Haltepunkt ist optimal zum Schlageinsatz geeignet. Bei manchen historischen Versionen wurden die Zähne besiegter Feinde zur Zierde in den Schlagkopf eingesetzt. Die Bowai wird von Ethnien in Polynesien benutzt. Beispiele sind aus Fidschi, Tonga und Samoa bekannt.